# Kljasztici csata
A kljasztici  csata 1812. július 30. és augusztus 1. között zajlott le az Oudinot vezette túlerőben lévő francia erők (holland segédcsapatokkal erősítve) és Peter Wittgenstein parancsnoksága alatt harcoló orosz csapatok között. A csatában az oroszok legyőzték a Szentpétervár elfoglalására készülő franciákat a Polack és Szebezs közti országút mellett, Kljasztici falunál.

## Előzmények
A fő, keletre, Moszkva felé irányú támadó erőn kívül Napóleon még két hadtestet vetett be. Oudinot tábornok seregét bízta meg Szentpétervár elfoglalásával, Macdonald marsall feladata volt Riga biztosítása és az élelmiszer- és takarmányellátás megszervezése.
Egy gyalogsági hadtestet Wittgenstein speciálisan Szentpétervár védelmére szervezett, ezen kívül Riga katonai kormányzó tábornoka Iván Nyikolajevics Esszen is rendelkezett kb. 18 ezer fővel. Nyilvánvalóan ez a haderő még kisebb volt, mint a francia, de a franciák nem együtt támadtak, hanem külön-külön. Ezen kívül a franciák támadásának természetes akadálya is akadt: a Daugava (Nyugati-Dvina), Daugavpilsnél Oudinot megpróbált ezen átkelni, de ezt a helyőrség megakadályozta. Macdonald erőit pedig Esszen a folyó torkolatánál feltartóztatták. Oudinot-nak végül Polocknál sikerült átkelnie a folyón, és Pszkov térségében megtámadta Wittgenstein hátvédjét.
Július 28-án tizenkét francia lovassági századot lepett meg  támadásával nyolc orosz huszár és kozák század Jakov Petrovics Kulnyev tábornok vezetésével. Annak ellenére, hogy a franciák számbeli fölényben voltak, elvesztették a csatát, és visszavonultak.

## A csata
Abban az időben, amikor előrenyomult Pétervár felé, Oudinot elfoglalta ezt a falut (Kljaszticit). 28 000 francia katonával 17 000 orosz állt szemben, Wittgenstein ennek ellenére úgy döntött, hogy harcolni fog. A csata július 30-án délután 2-kor kezdődött. Az orosz előőrs Kulnyev (kb. 4000 katona) vezetésével a francia előőrssel csatázott az egész nap, közel Jakubovo faluhoz. Kulnyevnek sikerült a franciákat nyomás alatt tartania, de a falut a franciák tartották ellenőrzésük alatt. A következő nap, több támadás és ellentámadás után, az orosz előrenyomulás kivetette Oudinot erőit állásaiból és kénytelen volt visszavonulni Kljaszticiból. Annak érdekében, hogy továbbra is folytatni tudják előrenyomulásukat, az orosz csapatok átkeltek a Nyiscsa folyón. Oudinot odarendelte csapatait, hogy csak a hídra tüzeljenek. Bár az orosz lovasság még a Nyiscsán gázolt át, a Pál gránátosezred 2. zászlóalja átrohant az égő hídon. (Ezt a jelenet látható Peter Hess festményének jobb oldalán)
Kulnyev folytatta több lovas ezreddel és egy gyalogsági zászlóaljjal a francia alakulat üldözését. Miután átkelt a Drissza folyón augusztus 1-jén, az egység belesétált egy csapdába, amit a franciák állítottak és komoly veszteségeket szenvedtek a francia tüzérségi tűztől. Kulnyev maga is súlyosan megsebesült (levitte a lábát egy ágyúgolyó) és néhány nap múlva meghalt. Végül Oudinot visszavonult Polockba és a franciák terve Szentpétervár elfoglalására kudarcot vallott.

## Következmények
Napóleon kénytelen volt gyengíteni a fő támadás erőit, Saint-Cyr hadtestét kellett odaküldenie, hogy támogassa Oudinot csapatait.
Wittgenstein jelentésében I. Sándor cárnak a foglyok számát 3 ezerre tette, a franciák összes veszteségét (halottak, sebesültek, foglyok) 10 ezerre.
Wittgenstein megkapta a Szent György rend második fokozatát és I. Sándor orosz cártól a "Szentpétervár megmentője" címet. Dmitrij Krilov százados, aki először rohant át egységével az égő hídon, tettével a Szent György rend negyedik fokozatát érdemelte ki.

## Fordítás
- Ez a szócikk részben vagy egészben  a   Battle of Klyastitsy című angol Wikipédia-szócikk fordításán alapul.  Az eredeti cikk szerkesztőit annak laptörténete sorolja fel. Ez a jelzés csupán a megfogalmazás eredetét és a szerzői jogokat jelzi, nem szolgál a cikkben szereplő információk forrásmegjelöléseként.